# Musca ruralis
Musca ruralis är en tvåvingeart som först beskrevs av Johann Ludwig Christian Gravenhorst 1807.  Musca ruralis ingår i släktet Musca och familjen husflugor.
Artens utbredningsområde är Tyskland. Inga underarter finns listade i Catalogue of Life.